# En man och en kvinna
En man och en kvinna (franska: Un homme et une femme) är en fransk film från 1966. Filmen är skriven av Claude Lelouch och Pierre Uytterhoeven, och regisserad av Lelouch. Filmen är kanske mest känd för sitt säregna visuella uttryckssätt, vilket utvecklades av Lelouch som hade en bakgrund som reklamfotograf, och dess musik.
Filmen har vunnit många priser, bland annat Guldpalmen 1966 och en Oscar för bästa utländska film vid Oscarsgalan 1967. Den vann även en Oscar för bästa originalmanus.